# São Geraldo
São Geraldo is een gemeente in de Braziliaanse deelstaat Minas Gerais. De gemeente telt 9.846 inwoners (schatting 2009).

## Aangrenzende gemeenten
De gemeente grenst aan Coimbra, Ervália, Guiricema, Paula Cândido en Visconde do Rio Branco.

## Geboren in São Geraldo
- José Tarciso de Souza, "Tarciso" (1951-2018), voetballer